# Westbeach Recorders
Westbeach Recorders va ser un estudi de gravació de Hollywood conegut per enregistrar grups de punk rock com ara Bad Religion, Avenged Sevenfold, NOFX, Rancid, The Offspring, Blink-182, Lagwagon, L7, Millencolin, MxPx, Propagandhi, Strung Out, Voodoo Glow Skulls o Pennywise. Va ser fundat el 1985 pel guitarrista de Bad Religion Brett Gurewitz a Culver City després de formar-se com a enginyer d'àudio. A Westbeach Recorders Epitaph Records hi va tenir la seva primera oficina.
Donnell Cameron es va convertir en soci el 1988 i va ser el propietari i enginyer de l'estudi fins al 12 de maig de 2010, quan Westbeach Recorders va tancar portes.